# مادوین
مادوین (به انگلیسی: Mudvayne) یک گروه هوی متال است که در سال ۱۹۹۶ در پیوریا ایالت ایلی‌نوی آمریکا آغاز به کار کرد.

## اعضا

### اعضای کنونی
چد گری: خواننده اصلی (۱۹۹۶تا کنون)
راین مارتینی: بیس (۱۹۹۹تا کنون)
گرگ تریبت: گیتار، همخوان (۱۹۹۶تا کنون)
متیو مک‌دونا: درامز، پرکاشن (۱۹۹۶تا کنون)

### اعضای پیشین
شاون بارکلی: بیس (۱۹۹۶تا ۱۹۹۹)